# Stenus fulvicornis
Stenus fulvicornis – gatunek chrząszcza z rodziny kusakowatych i podrodziny myśliczków (Steninae).
Gatunek ten został opisany w 1833 roku przez Jamesa Francisa Stephensa.
Chrząszcz o ciele długości od 3,2 do 3,7 mm, prawie bezwłosym, z wierzchu mocno punktowanym, o słabo widocznej mikrorzeźbie. Czułki mają żółte człony od trzeciego do ósmego. Przedplecze jest dłuższe niż szerokie. Słabo wypukłe, jednobarwne pokrywy są węższe od głowy i wyraźnie dłuższe od przedplecza. Obrys odwłoka ma prawie równoległe boki. Odnóża mają brunatnoczerwone uda. Stopy mają silnie, sercowato wcięty czwarty człon.
Owad palearktyczny, znany z północnej Afryki (Maroko, Algieria i Tunezja), Europy, zachodniej części Azji i Kanady. W Polsce bardzo rzadki. Zasiedla leśne mokradła.